# Rácspont
Az n dimenziós tér azon pontjait, melyeknek minden koordinátája egész szám, rácspontnak nevezzük. A komplex számsíkon a Gauss-egészek felelnek meg ezeknek a rácspontoknak.
Tágabb értelemben más rácsok rácspontjait is bevezetik.

## Síkbeli rácspontokkal kapcsolatos állítások
- Egy tetszőleges síkbeli egyenes 0, 1 vagy végtelen sok rácspontot tartalmaz. Más lehetőség nincs.
- Akárhogy választunk 5 rácspontot a síkban, mindig lesz kettő, amik által határolt szakasz felezőpontja is rácspont.
- A sík összes rácspontját ki lehet úgy színezni 2 színnel – pirossal és kékkel –, hogy minden vízszintes rácsegyenesen véges sok piros pont van, de minden függőleges rácsegyenesen csak véges sok kék.
- A sík egy tetszőleges véges rácspont-halmazát ki lehet színezni 2 színnel – pirossal és kékkel – úgy, hogy minden rácsegyenesen (vízszintesen és függőlegesen is) egyenletes a színezés, vagyis az egyenesen lévő piros és kék pontok számának eltérése legfeljebb 1.

## Rácssokszögek tulajdonságai
Rácssokszögnek azokat a sokszögeket hívjuk, amelyeknek minden csúcsa rácspont. A szokásos jelölésekkel élve egy rácssokszög belsejében b, a határán, nem számítva a csúcspontokat, h darab rácspont található. Üresnek nevezünk egy rácssokszöget, ha nincs a belsejében rácspont (b=0).
Néhány állítás a rácssokszögekkel kapcsolatban:
- Az üres rácsnégyszögek mind paralelogrammák.
- Nincs szabályos rácssokszög a négyzeten kívül
- Minden rácssokszög felosztható pontosan 2b+h-2 üres rácsháromszögre, amelyek a határukon sem tartalmaznak rácspontot (b=h=0). Ez a szám független a felosztás módjától.
- Azoknak a rácsháromszögeknek a területe, ahol b és h is nulla, mindig pontosan 1/2.
- Egy rácssokszög területe nem lehet kisebb, mint 1/2.
- A rácssokszögek területének általános képlete (2b+h-2)/2=b+h/2-1
- Rácssokszög területe egész vagy félegész szám.
- Ha egy rácsháromszög területe egész szám, akkor a határa a csúcsokon kívül is tartalmaz rácspontokat
- Ha egy rácsháromszög a határán a csúcsokon kívül nem tartalmaz rácspontokat, és a belsejében levő rácspontok egy egyenesre esnek, akkor ez az egyenes a háromszög egyik súlyvonala
- Ha egy rácsháromszög belsejében egy rácspont van, akkor az a háromszög súlypontja
- Ha A és B rácspontok, és távolságuk d, akkor ha egy rácspont 1/d-nél közelebb esik az AB egyeneshez, akkor illeszkedik is az egyenesre
- Ha egy rácssokszög minden oldala egyforma hosszú, akkor az oldalszáma páros
- A síkban kilenc rácspont közül mindig kiválasztható három olyan, amik egy olyan háromszöget határoznak meg, aminek a súlypontja is rácspont
- Akárhogy veszünk fel a térben kilenc rácspontot, az összekötő szakaszok között mindig lesz olyan, ami rácspontot tartalmaz a belsejében.